# Dig
1. Proiectare nivel ridicat al apei (HWL)
2. canal de apă scăzută
3. canal de inundație
4. versantul râului
5. banchetă pe partea râului
6. coronamentul digului
7. panta terenului
8. banchetă pe teren
9. bermă
10. acoperire cu apă scăzută
11. teren malul râului
12. Dig
13. zona joasă protejată
14. zona fluvială

Părțile omponente ale unui dig:

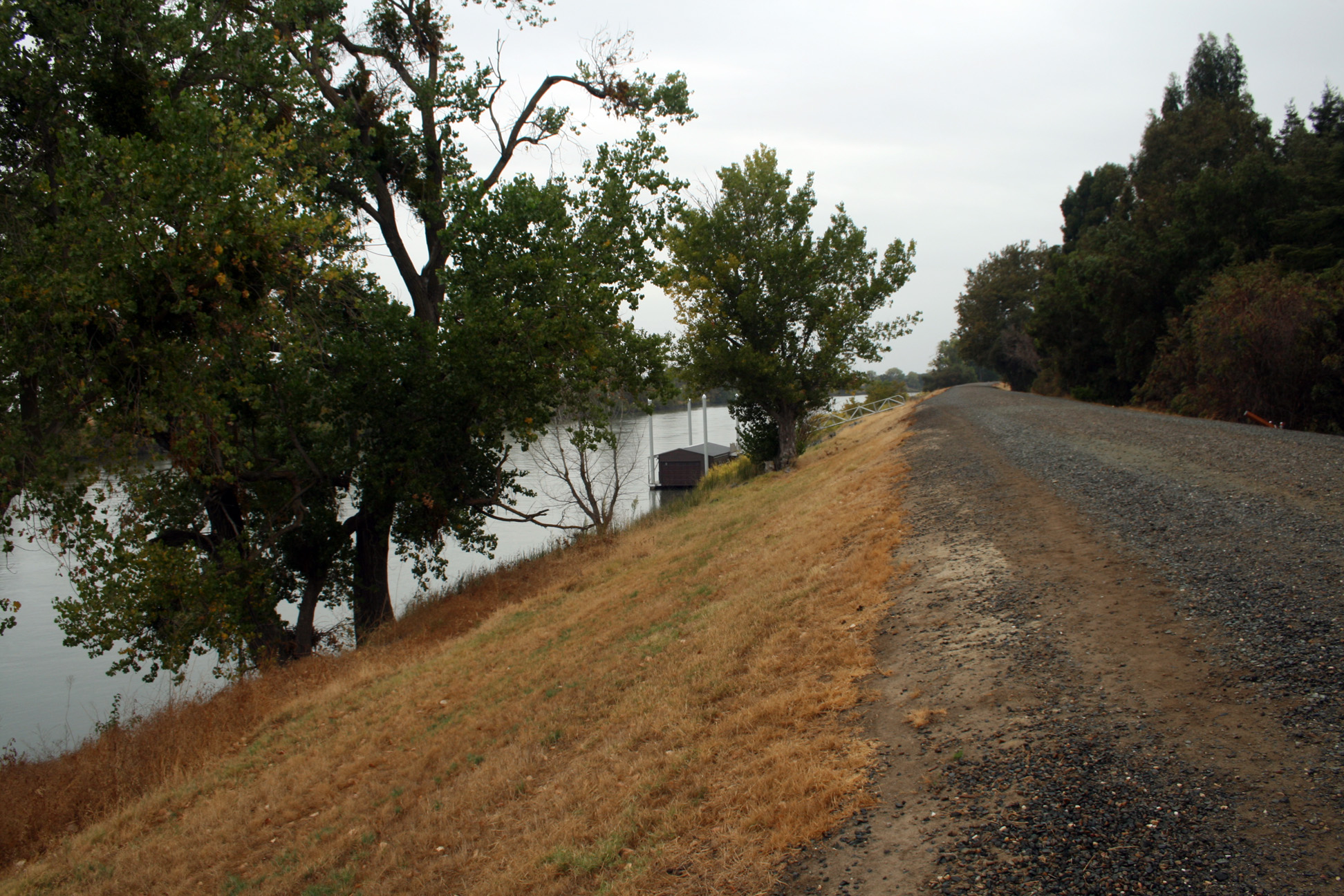
Părțile unui dig în Sacramento, California

Un dig este o construcție din pământ, piatră sau beton, situată în general paralel cu malul unui curs de apă, al unui lac sau al mării, având drept scop prevenirea pătrunderii apei pe terenurile situate în spatele digului. Pentru apărarea acestor terenuri împotriva pătrunderii apei și pentru a împiedica alte efecte nedorite, pe lângă digul propriu zis, mai trebuie realizate diferite alte lucrări precum stăvilare, canale de desecare, stații de pompare etc. Sistemele care cuprind totalitatea acestor lucrări se numesc îndiguiri.

## Tipuri de diguri
După cum sunt supuse la acțiunea apei, digurile pot fi împărțite în:
- Diguri permanente, care sunt supuse acțiunii apei în cea mai mare parte a duratei de funcționare. Cazul tipic al unor asemenea digurilor sunt digurile longitudinale care prelungesc barajele transversale pe albia râurilor. Asemenea diguri au caracterul unor baraje de pământ, singura deosebire fiind că ele sunt paralele cu cursul de apă. Scopul lor este de obicei să limiteze zona inundată prin realizarea unui lac de acumulare.
- Diguri semipermanente, care sunt supuse periodic acțiunii apei. Cazul tipic al unor asemenea diguri este cel al digurilor pentru apărarea zonelor litorale în mările cu maree. Aceste diguri sunt supuse la acțiunea apei în perioadele de maree înaltă, când împiedică pătrunderea apei pe terenurile învecinate. În perioada de reflux, la mareea joasă digurile pot să nu mai fie de loc supuse la acțiunea apei.
- Diguri nepermanente, care sunt supuse numai ocazional acțiunii apei. Cazul tipic al unor asemenea diguri este cel al digurilor de combatere a inundațiilor, care sunt supuse acțiunii apei numai în perioadele de viitură.

Tipul digurilor determină condițiile cărora digurile trebuie să la poată face față și implicit, caracteristicile lor constructive.

## Elemente constructive ale digurilor

Secțiune tip printr-un dig

### Corpul digului

#### Executarea corpului digului

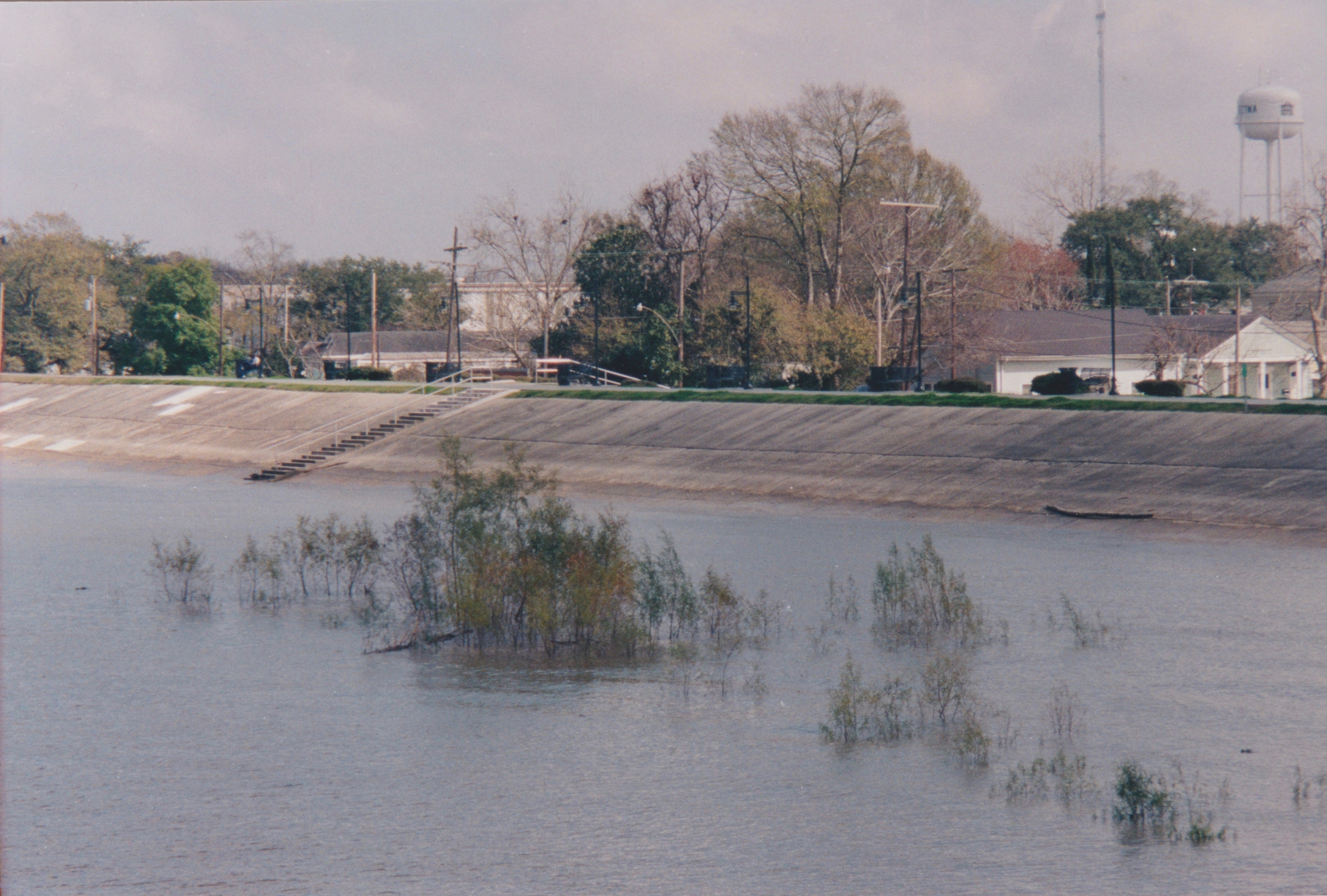
Digul râului Mississippi la Gretna Louisiana, în timpul viiturii din martie 2005.

Corpul digurilor este în general realizat din pământ, care de cele mai multe ori se ia din gropi de împrumut situate în apropierea amplasamentului digului, pentru a evita transportul materialului de distanțe mari, ceea ce ar scumpi costul lucrării. Materialul din care este executat digul trebuie totuși să respecte anumite condiții tehnice.
În primul rând, în corpul unui dig nu trebuie incorporat material de natură vegetală. Solul vegetal favorizează dezvoltarea diferitor animale, cum sunt cârtițele, care sapă canale în corpul digurilor. Aceste canale periclitează siguranța digurilor deoarece ele pot constitui căi prin care apa pătrunde în interior; în timp, apa poate lărgi progresiv aceste canale antrenând materialul solid din jurul cavităților, putând chiar produce ruperea digului.
Chiar dacă condiția de a utiliza materiale locale limitează opțiunile de care dispune executantul, materialul din care se execută digurile trebuie să fie ales astfel încât să îndeplinească anumite condiții tehnice. Este de dorit ca amestecul pus în operă să nu conțină pietriș sau particule prea mari, nici particule extrem de fine, care ar putea fi antrenate de apa care se infiltrează prin dig, astfel încât să se formeze goluri. În general, materialul trebuie să respecte o anumită granulometrie, cu anumite proporții pentru particulele de diferite diametre. 
În momentul punerii în operă a pământului, acesta este în general înfoiat, între particulele de pământ existând goluri cu aer. De aceea corpul digului trebuie în general compactat, pentru ca materialul granular să se așeze în mod corect, și particulele mai fine să umple golul dintre particulele mai mari, scopul compactării fiind cel de a reduce la minimum golurile dintre particule. Pentru o bună compactare, pământul trebuie pus în operă în straturi de o anumită grosime, care trebuie compactate înainte de executarea stratului următor. În trecut compactarea se făcea cu maiuri acționate manual, care aveau o eficiență limitată. În prezent, compactarea se face cu utilaje, numite cilindri compactori în care efectul de compactare este realizat prin greutatea utilajului și uneori și prin vibrare. Aceste utilaje sunt concepute astfel încât să asigure o presiune uniformă pe întreaga suprafață pe care acționează, astfel încât să nu rămână porțiuni mai puțin compactate. Grosimea straturilor de pământ trebuie aleasă astfel încât efectul de compactare să fie resimțit pe întreaga grosimie. Ea trebuie astfel adaptată la tipul de utilaje întrebuințat. Uneori, pentru a asigura un efect suplimentar de compactare, transportul materialului pus în operă se face peste corpul digului în curs de execuție, greutatea camioanelor contribuind la compactare.

#### Tasarea digurilor
Chiar dacă digurile au fost bine compactate în timpul execuției, există un efect de tasare în timp al pământului din corpu digului, determinat în general de o compactare suplimentară care are loc în timp. În proiectarea digurilor se ține seama în general de această tasare și, de regulă, digurile se construiesc mai înalte, astfel încât, după această tasare în timp, să nu scadă sub nivelul necesar pentru a-și îndeplini funcțiunea. Totuși, din cauza neomogeneității materialului cât și din alte motive, tasarea nu este uniformă și se va ajunge ca, după un anumit timp de la execuția digurilor, coronamentul acestora să nu mai fie pe toată lungimea la cota necesară. O operație strict necesară a întreținerii lucrărilor de îndiguie o reprezintă verificarea periodică a coronamentului digurilor și reprofilarea lor în zonele în care se constată tasări mai mari decât cele anticipate. Cu toate acestea, cazurile în care această cerință este respectată sunt rare, și o cauză curentă a ruperii digurilor este deversarea lor în zonele în care tasarea a determinat coborîrea coronamentului la o cotă prea joasă.

#### Coronamentuldigurilor
Digurile pot fi utilizare și ca ramblee ale unor căi de comunicație, în special al unor drumuri. O asemenea utilizare a digurilor impune anumite restricții, ca de evitarea unor curbe prea bruște. Aceste condiții sunt în general ușor de respectat, deoarece curbele accentuate trebuie evitate și din motive hidraulice. În zone aglomerate, amplasarea unor drumuri pe diguri poate fi avantajoasă deoarece evită achiziționarea altor terenuri pentru drumuri. Executarea unui drum pe coronament impune executarea unei părți carosabile care servește și la protejarea coronamentului digurilor, în special a valurilor care uneori pot ajunge să deferleze peste coronament.
Dacă nu se execută un drum public pe coronament, circulația pe coronament trebuie însă evitată, fiind recomandabil să se instaleze bariere cu dispozitive de încuiere în locurile în care digurile sunt traversate de drumuri publice, pentru a împiedeca accesul persoanelor neautorizate. Chiar digurile necarosabile trebuie să aibă pe coronament un strat de macadam care să permită circulația vehiculelor de supraveghere și de întreținere, al căror acces ar putea să nu fie posibil pe un simplu dig de pământ, în special în condiții de ploaie. Totuși acest strat nu este suficient pentru o circulație mai intensă. În determinarea condițiilor funcționale trebuie însă avut în vedere că în perioade de pericol, poate fi necesară prezența simultană a mai multor utilaje. De asemenea, lucrările de intervenție pot impune executarea unor lucrări temporare de supraînălțare sau de consolidare cu saci de nisip și lățimea coronamentului trebuie să permită în același timp și circulația vehiculelor.
Lățimea minimă a coronamentului digului este de 3.00 m pentru circulația pe un singur fir. La anumite distanțe trebuie executate platforme de încrucișare a vehiculelor care circulă pe coronament. Dacă drumurile publice care trec peste dig se află la distanțe mari, trebuie executate rampe de acces a vehiculelor de întreținere pe coronamentul digurilor. Aceste rampe trebuie să țină seama de amenajările din incinta îndiguită astfel încât să se poată ajunge la rampe în orice moment. De asemenea, multe din lucrările de intervenție necesită punerea în operă a unor cantități de pământ care în mod preferabil ar trebui să existe în apropierea rampelor de acces. Toate aceste aspecte trebuie analizate încă din perioada conceperii digurilor, astfel încât măsurile de intervenție să fie stabilite. În situații de urgență este rareori timp pentru investigații suplimentare.
Un factor de care trebuie ținut seama este și durata de solicitare a digurilor, condițiile de acces trebuind să fie mai bune dacă durata de solicitare a digului este mai mare. Pentru digurile care sunt destinate numai pentru protecția unor viituri torențiale, care țin câteva ore, viiturile
La nivelul coronamentului, solicitările statice și precum și cele dinamice ale apei sunt secundare și în general nu duc la relații de dimensionare a lățimii coronamentului.

### Taluzurile digurilor
Taluzul dinspre apă al digului este cel care este supus la solicitările cele mai mari și de aceea trebuie consolidat. În determinarea acestor consolidări trebuie avute în vedere:
- curenții longitudinali care au tendința de a antrena materialul de pe taluzul digului;
- acțiunea valurilor, în general transversale pe dig, care de asemenea au tendința de a antena materialul de pe taluz;
- forțele hidrodinamice ale apei din corpul digului care se scurge prin paramentul amonte în cazul unei scăderi relativ bruște a nivelului apei.
- acțiunea de șiroire a apei (în general provenite din ploi) pe taluzul digului când acesta nu este acoperit de ape.

În determinarea modului de protecție, un element important îl constituie durata pe care taluzul se află sub apă. În cazul în care vitezele longitudinale nu sunt excesive și nici nu sunt condiții pentru formarea unor valuri foarte înalte, este posibilă realizarea unor protecții prin înierbare. Sistemul radicular al plantelor formează o rețea deasă care leagă particulele de pământ, împiedicându-le de a fi antrenate de curenții de apă. Pentru a obține un asemenea efect este necesară utilizarea unui amestec de ierburi perene corespunzătoare. Rețetele variază după zonele climatice în care se află digurile și a momentelor în care este probabilă apariția unor viituri. Astfel, tipurile de ierburi diferă în general dacă digurile sunt situate în zone de îngheț, la care ierburile trebuie să reziste sau în zone calde, în care nu apar asemenea probleme.
Durata viiturilor, în timpul cărora înierbarea de protecție este înnecată este de asemenea importantă pentru alegerea rețetei de înierbare. Majoritatea ierburilor nu suportă decât un timp limitat de submerjare. Pentru unele diguri al căror parament este submerjat timp relativ îndelungat, cum este cazul pentru digurile lacurilor de acumulare sau digurile în zonele musonice unde digul poate fi sub apă pentru cea mai mare parte a anotimpului umed, apărările prin înierbare nu sunt indicate.
De asemenea, înierbarea trebuie să reziste la calitatea apei. De exemplu, la îndiguirile marine trebuie ales un amestec de ierburi care suportă un grad mai înalt de salinitate decât la îndiguirile de ape interioare. Totuși și pentru apele interioare pot apărea anumite condiții de calitate a apelor. 
În general este recomandabil să nu se planteze arbori pe taluzurile digurilor. Dacă, conform normelor, digul este executat din material fără pământ vegetal, condițiile de dezvoltare a rădăcinilor arborilor sunt diferite de cele normale. În lipsa unor substanțe nutritive, rădăcinile vor avea tendința de a nu se dezvolta în adâncime și astfel arborii nu vor fi foarte bine ancorați în pământ și deci mai ușor de smuls în cazul unor curenți de apă puternici. Odată smuls, în locul rădăcinii arborilor rămâne un gol, în care materialul din corpul digului nu este protejat și de unde materialul din corpul digului poate fi ușor antrenat. Golurile au tendința de a se mări și pot duce la o cedare a digurilor. În plus, există puține specii de arbori care pot fi înnecați pe durate de timp îndelungat și în general, majoritatea speciilor de arbori din zonele umede au o viață limitată. Scoaterea rădăcinilor arborilor morți și consolidarea zonelor respective este o operație delicată care trebuie evitată. Cu toate acestea, există cazuri de îndiguiri pe care plantațiile de arbori au rezistat, fără probleme mari. În general însă zonele în care plantațiile de arbori s-au dovedit acceptabile sunt cele în care viiturile sunt de relativ scurtă durată, vitezele de scurgere în lungul digului sunt relativ reduse iar pantele taluzului nu sunt abrupte.
În situațiile în care creșterea unor ierburi este posibilă pe taluzuri, dar curenții de apă sunt prea puternici pentru ca înierbarea să reziste, se utilizează uneori soluții mixte cu elemente de beton cu goluri în care se plantează iarbă. Acest tip de protecție este mai uzual pentru protecția versanților, dar poate fi utilizat și în cazul digurilor.
Dacă o înierbare nu este posibilă, taluzul amonte al digurilor trebuie protejat cu anrocamente, cu dale de beton sau cu blocuri de beton de diferite tipuri: tetrapozi, stabilopozi etc. Blocurile de beton de tip special sunt indicate în special în cazul îndiguirilor marine sau al lacurilor mari de acumulare, care pot fi supuse acțiunii unor valuri mari.
Indiferent de tipul de protecție a taluzului, trebuie avut în vedere că taluzul dinspre apă constituie unul din elementele cele mai solicitate și mai vulnerabile ale unui dig. De aceea, taluzurile trebuie inspectate frecvent și eventualele deteriorări constatate trebuie imediat remediate.

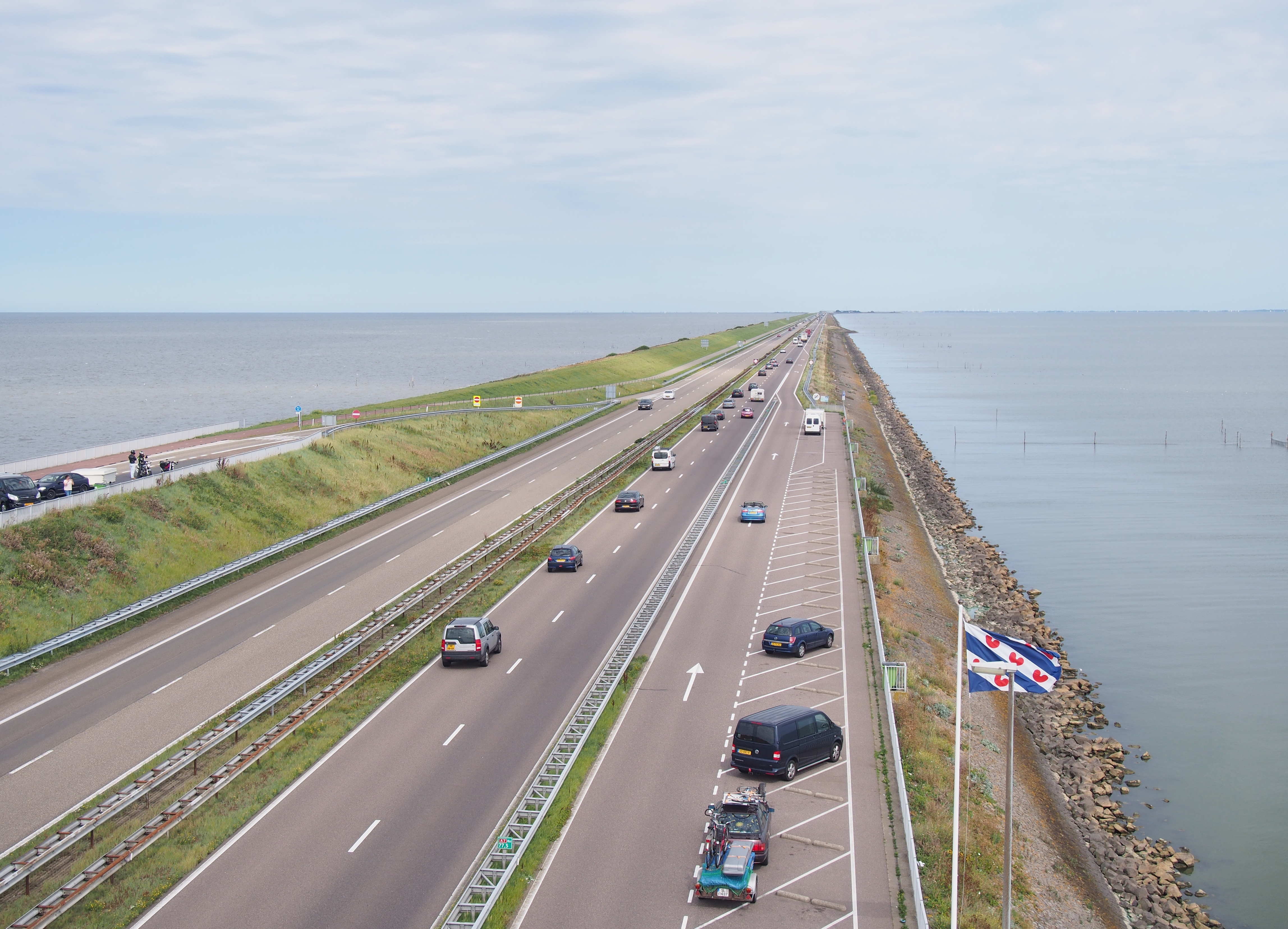
Dig de închidere a estuarului Issel în Țările de Jos

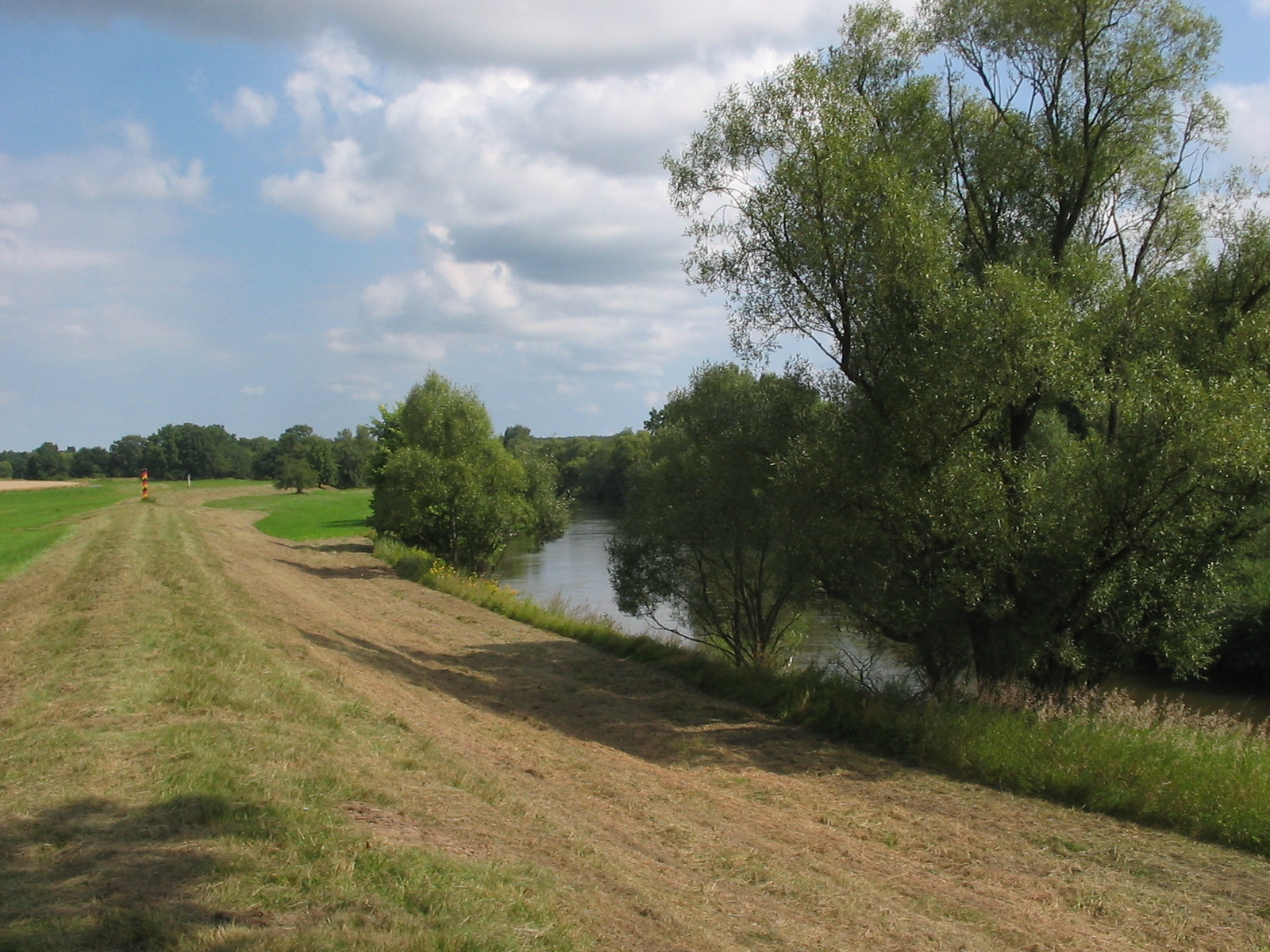
Dig pe râul Neisse la Bahren în Germania

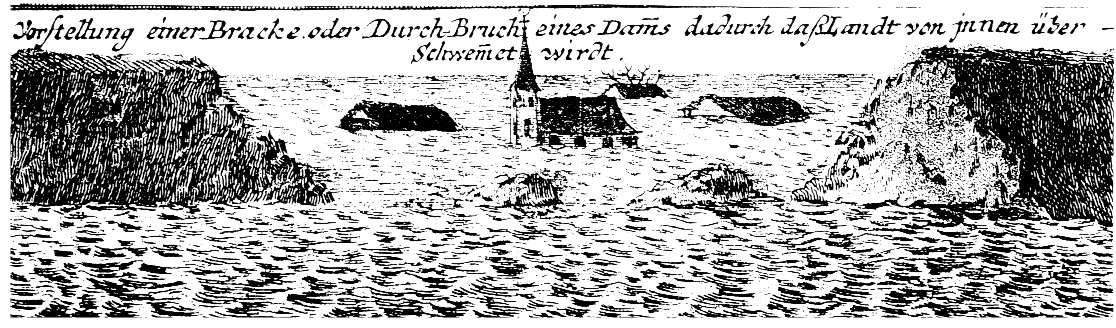
Reprezentarea ruperii unui dig și a inundării terenurilor din incintă, 1718 Gravură de Johann Baptist Homann

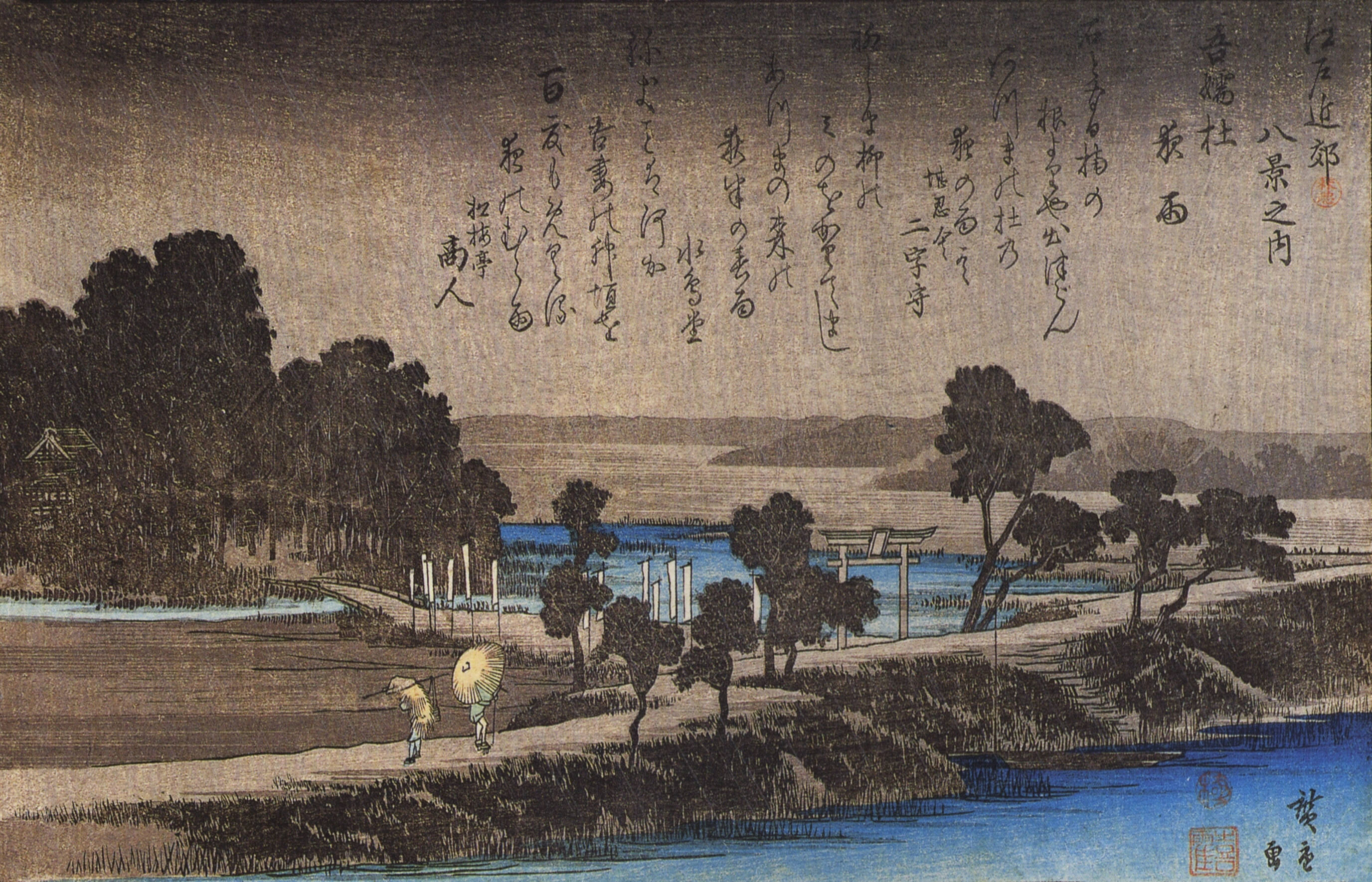
Hiroșige - Dig într-o după-amiază ploioasă Gravură de Hiroshige

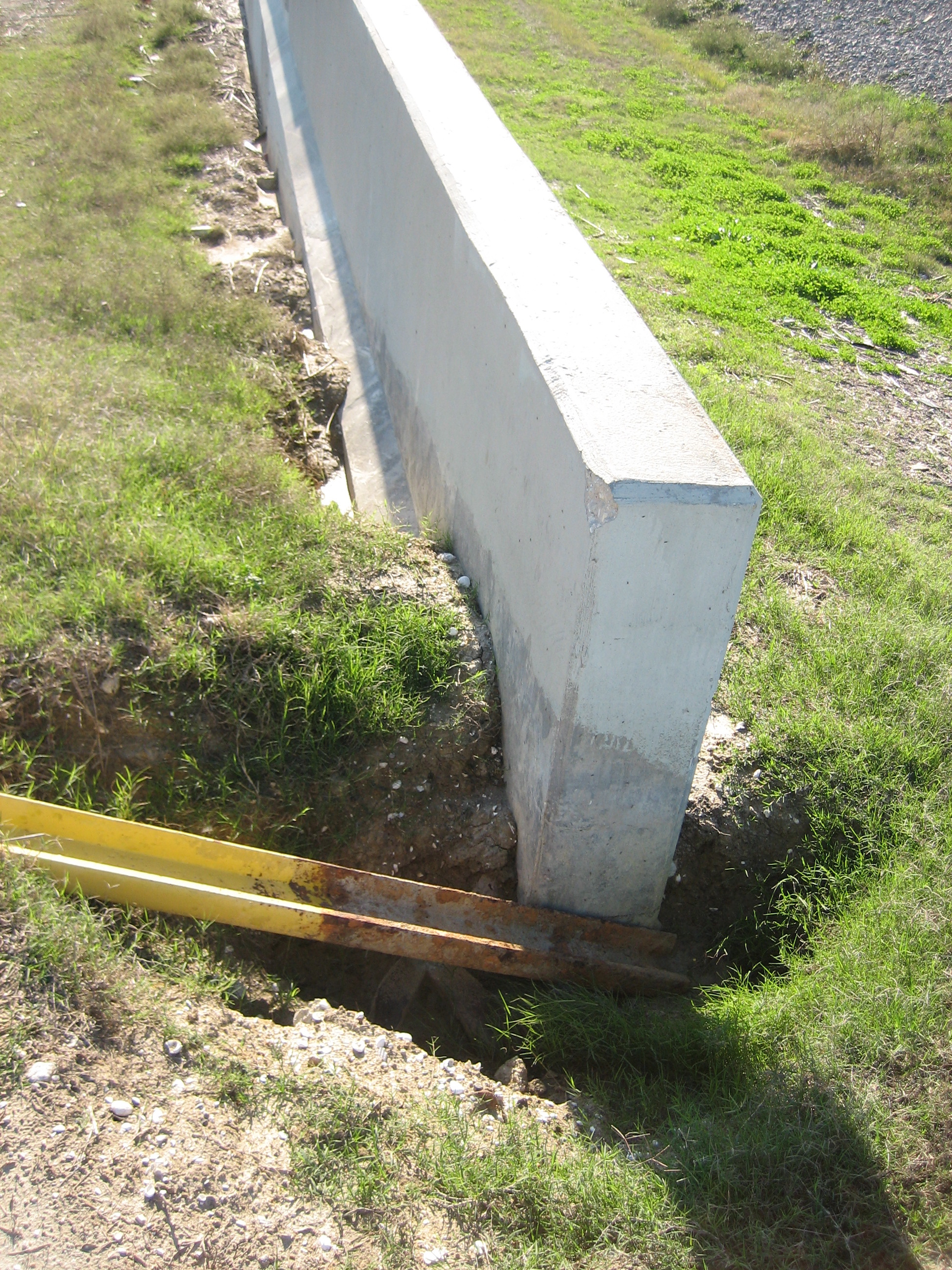
Dig cu zid de protecție pe malul lacului Pontchartrain, New Orleans, Louisiana

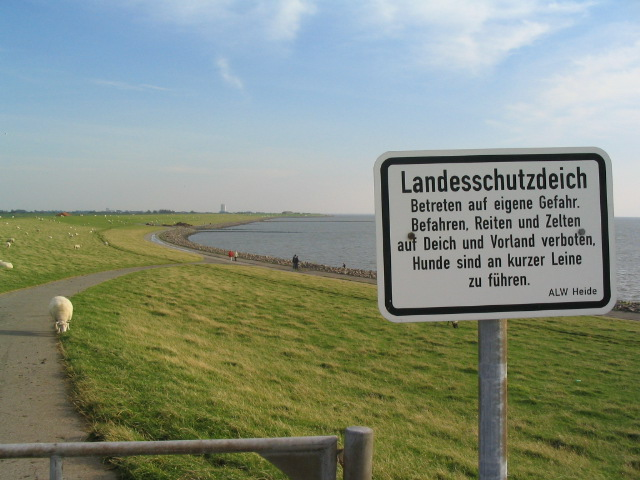
Dig la Büsum, Schleswig-Holstein. Barieră și indicator de interzicere a accesului

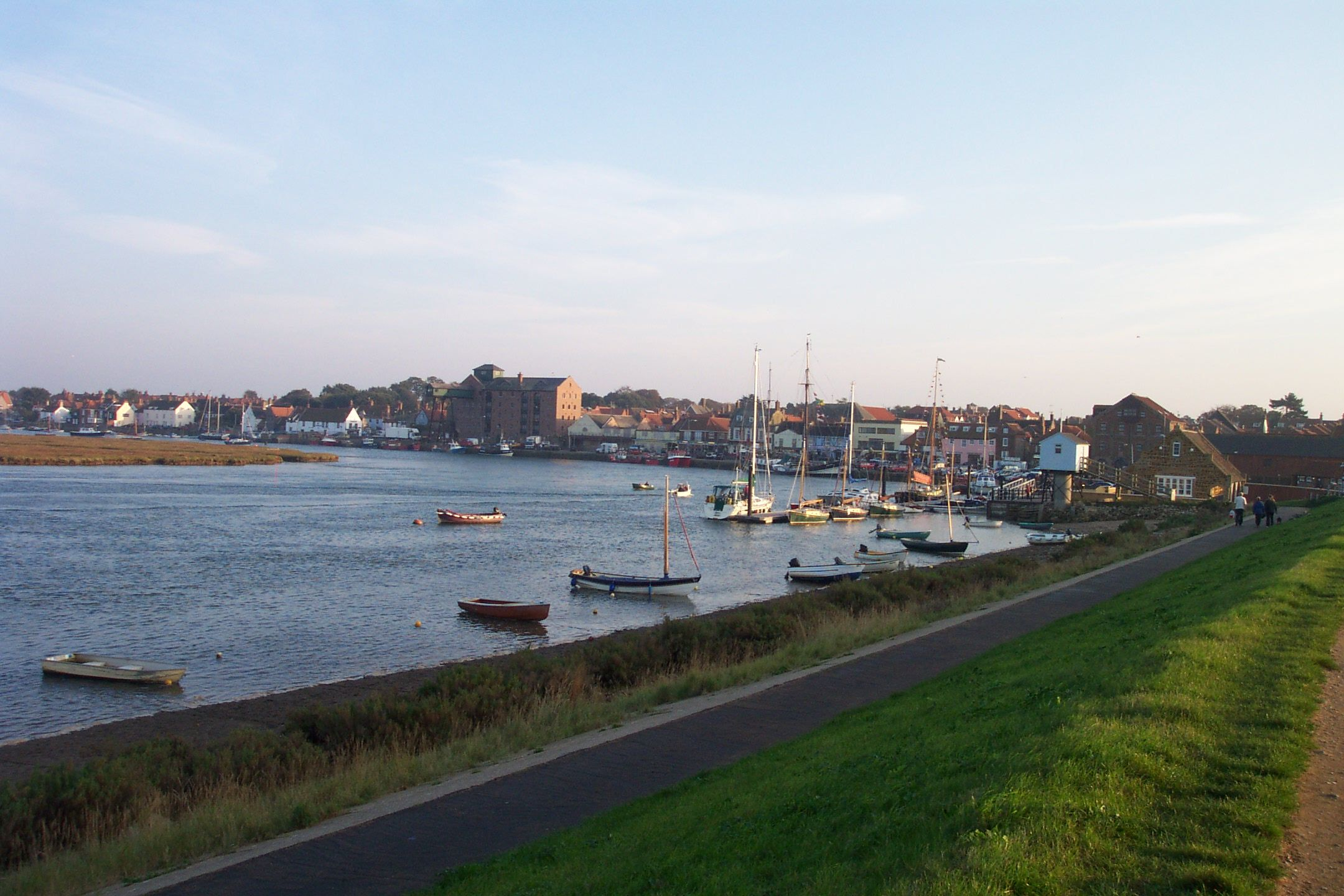
Digul de protecție maritimă de la Wells-next-the-Sea, Norfolk, Anglia

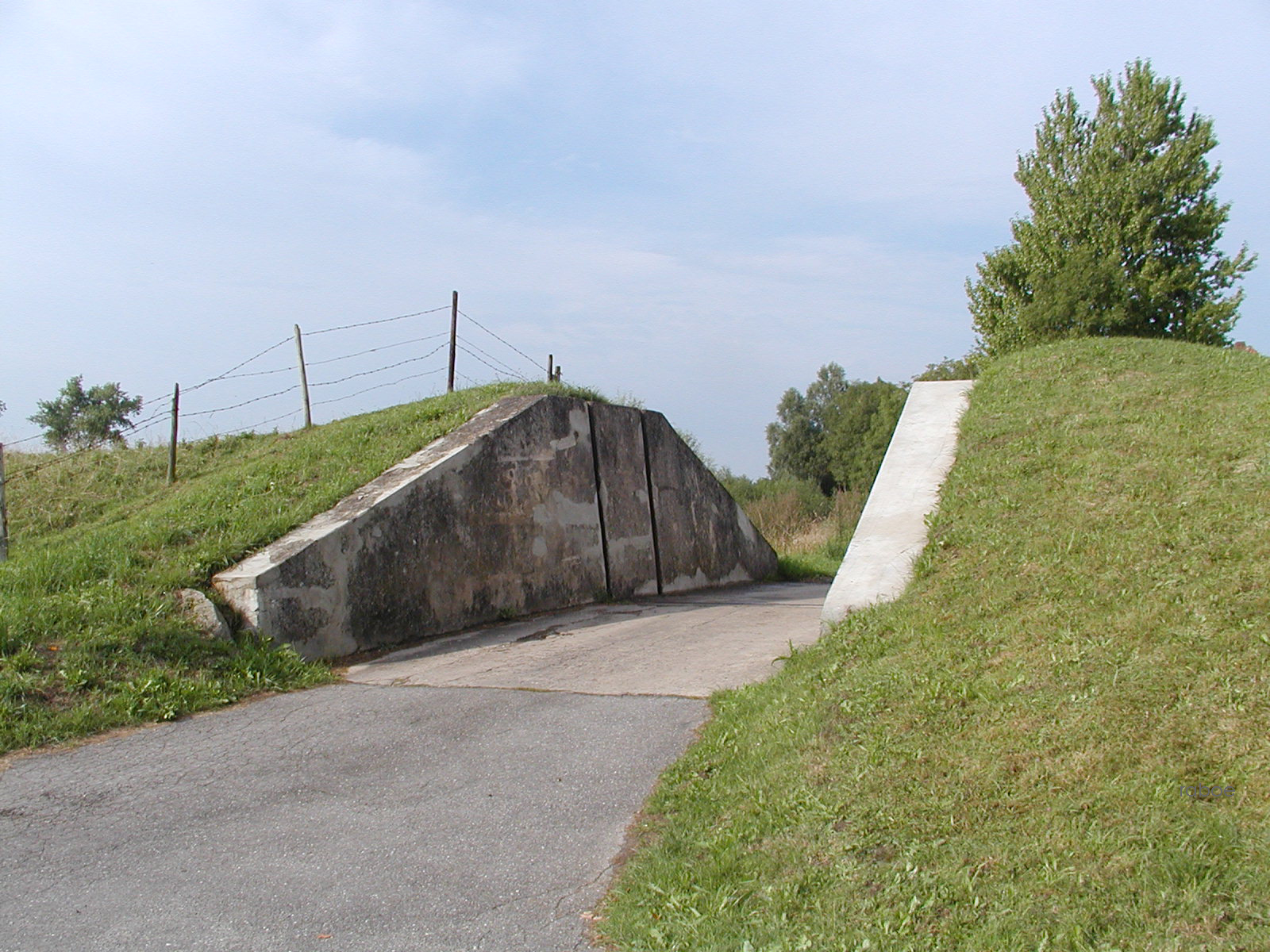
Treceri de căi de comunicație prin dig cu batardouri de închidere

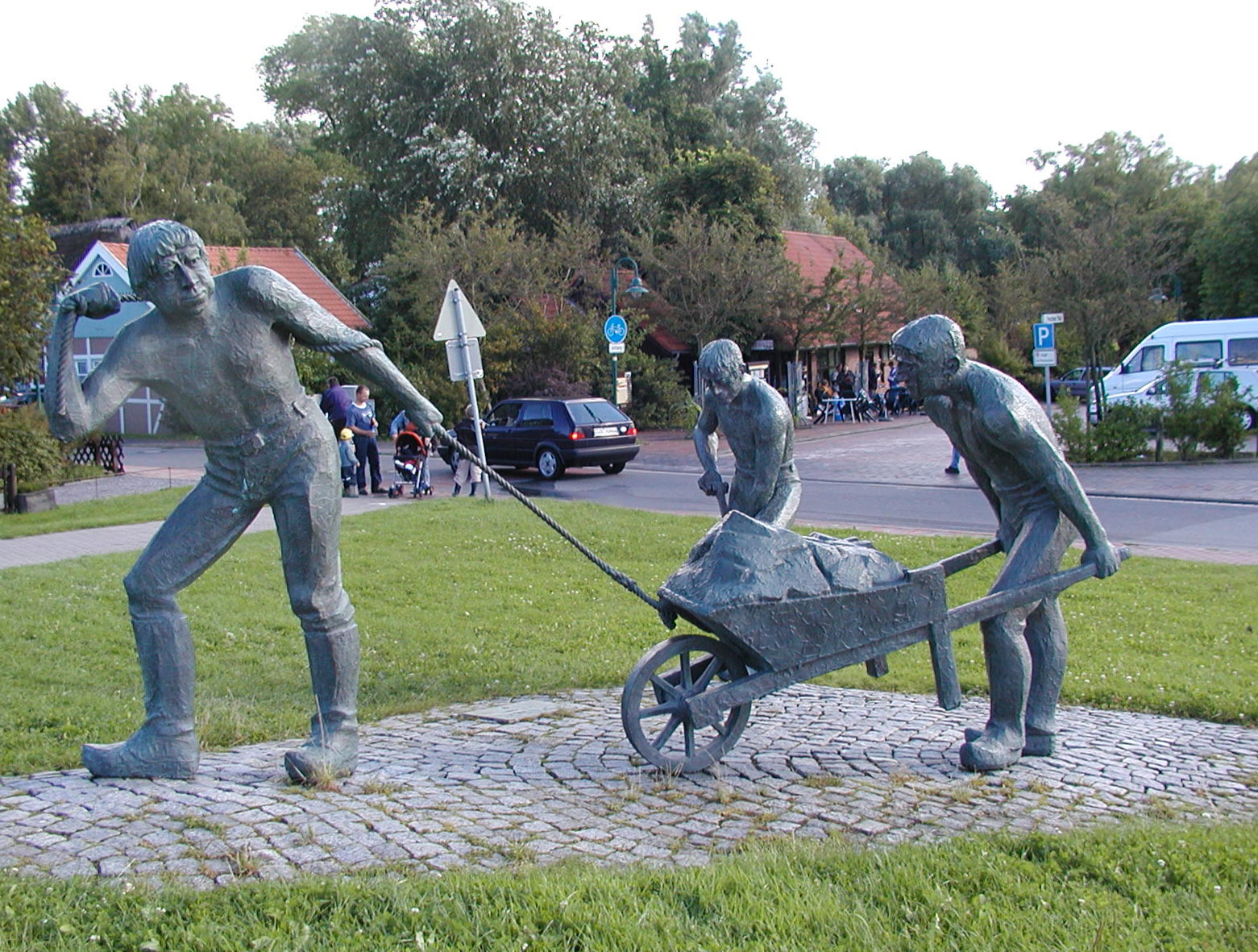
Statuie în cinstea constructorilor digului de la Otterndorf am Deich, Germania

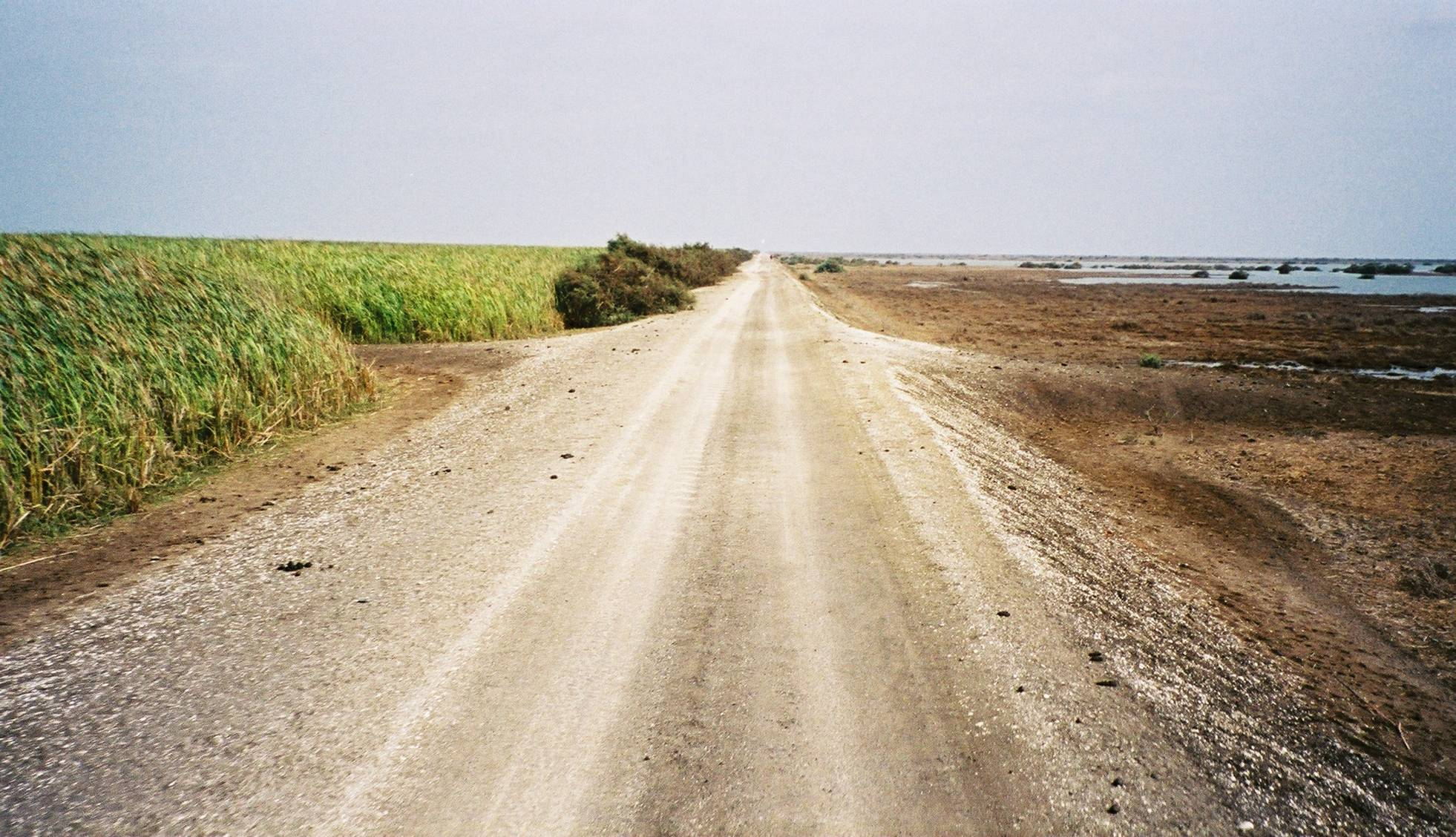
Dig în lungul râului Senegal în Mauritania

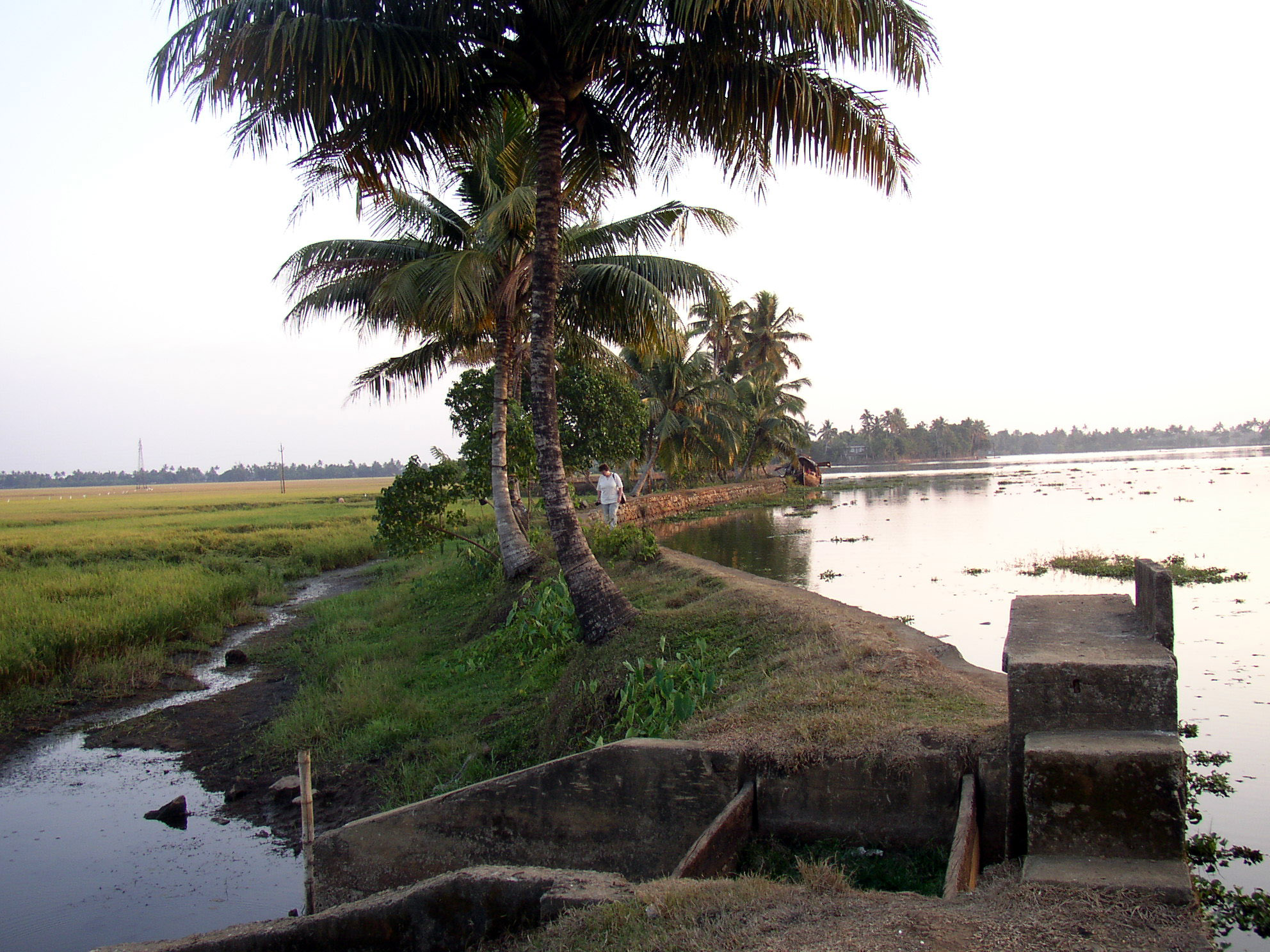
Dig pentru apărarea unei orezării în Kerala India

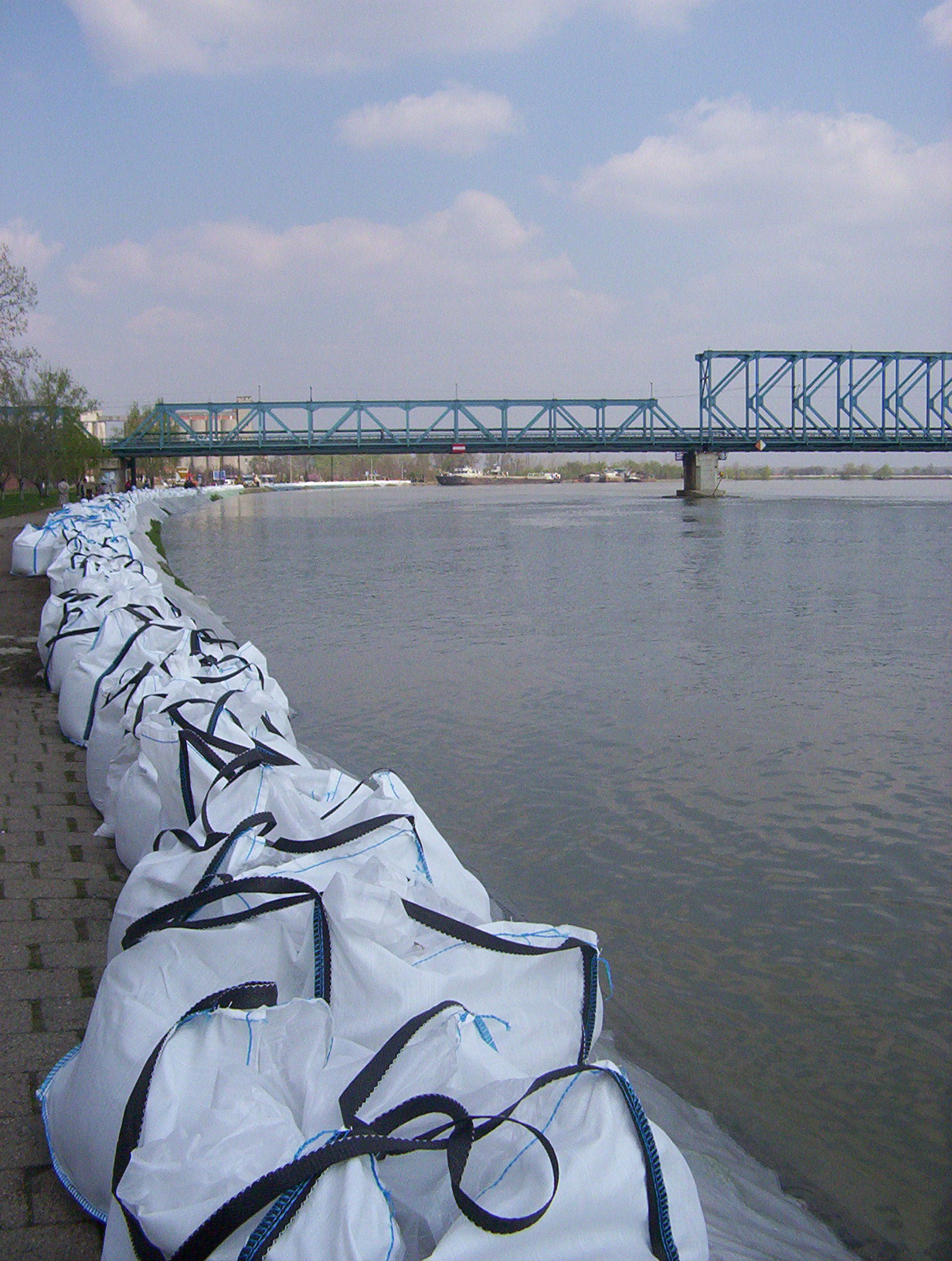
Saci de pământ pentru apărarea împotriva inundațiilor la Novisad

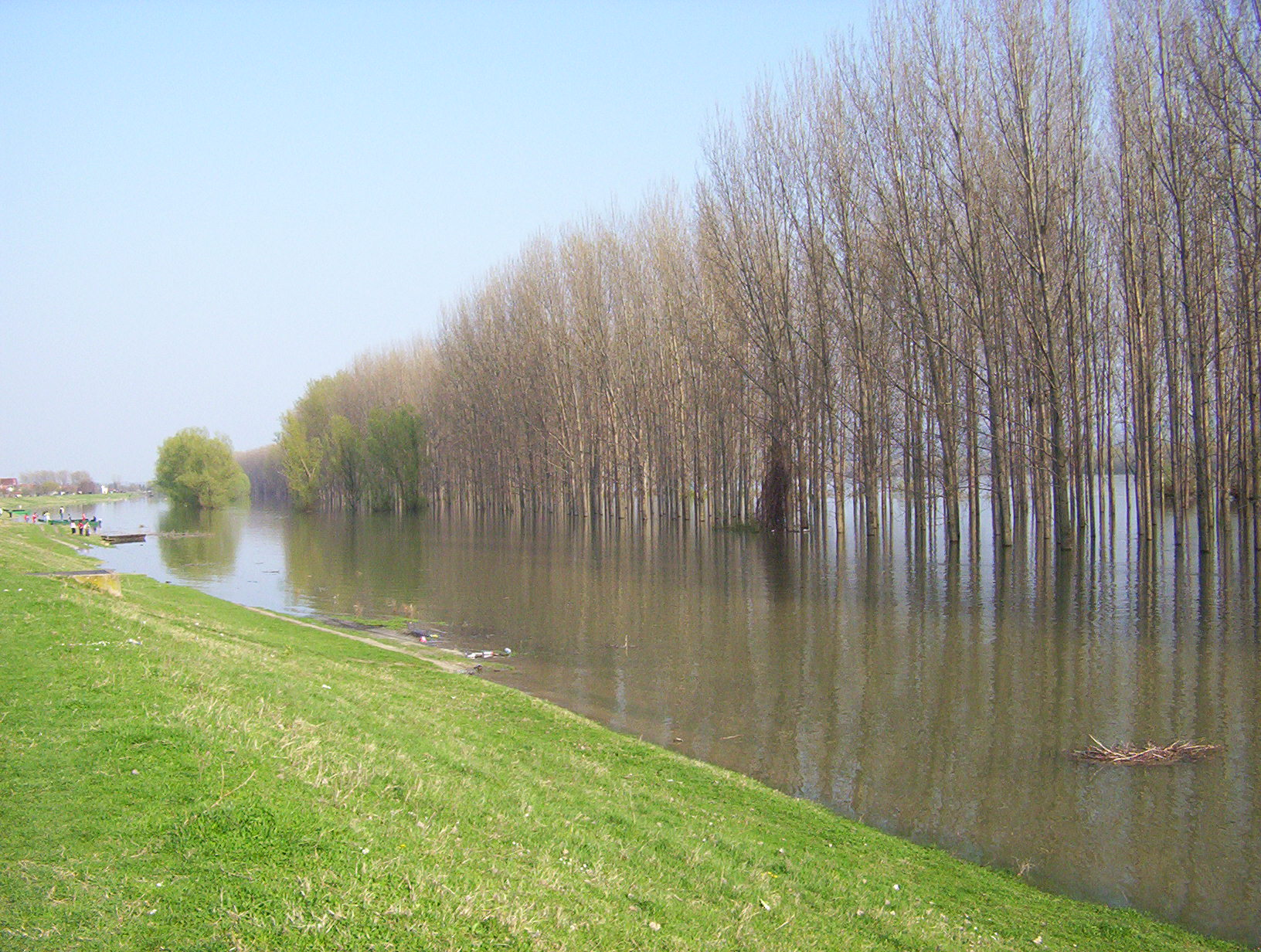
Digul de apărare a Dunării la Novisad în timpul viiturii de la 8 aprilie 2006

### Fundația digurilor
În majoritatea cazurilor digurile sunt amplasate fie în albiile majore ale unor cursuri de apă, fie în zona de mal a unor mări sau lacuri. În toate aceste cazuri, terenurile pe care sunt amplasate digurile sunt, cu foarte rare excepții, de natură sedimentară recentă și prezintă condiții de fundație relativ proaste. Totuși, având în vedere lungimile mari ale digurilor, cazurile în care se pot lua măsuri de ameliorare a terenurilor de fundație sunt extrem de rare; de cele mai multe ori construcția digurilor trebuie adaptată condițiilor de fundație existente.
În plus, de cele mai multe ori, terenul de fundație nu este omogen, ci este format de alternanțe de straturi de natură diferită, de exemplu alternanțe de straturi de argilă și staturi de pietriș. Condițiile de fundație trebuie respectate pentru fiecare din straturile terenului de fundație. Deoarece condițiile variază și în lungul digului, condițiile de stabilitate trebuie, în principiu, verificate pentru fiecare secțiune transversală în parte. Condițiile terenului de fundație nu pot fi cunoscute decât pe baza unor prospecțiuni geologice, în general a unor foraje. Aceste foraje pot fi făcute la anumite distanțe și, chiar dacă dau o imagine generală a condițiilor de fundare, există totdeauna un risc ca, în spațiul dintre foraje să apară anomalii care nu au putut fi detectate.
Pentru terenul de fundație se pun trei condiții:
- capacitatea terenurilor de a suporta greutatea digului;
- etanșeitatea terenurilor de fundație pentru a împiedeca infiltrații excesive pe sub diguri;
- stabilitatea terenurilor la efectele apelor subterane de a antrena particulele de sub dig.

#### Capacitatea portantă a fundației
În general, terenul de fundație trebuie să fie capabil să suporte greutatea digului. În cazurile în care terenul de fundație este foarte mâlos, greutatea digului are ca efect împingerea laterală a terenului de fundație, digul având o tendință de a se scunfunda în acest mâl. De cele mai multe ori, în asemenea cazuri trebuie renunțat la execuția digului.
Dacă este respectată condiția capacității portante, straturile vegetale de suprafață trebuie îndepărtate. Pentru reducerea infiltrațiilor este preferabil ca digul să fie așezat pe un strat de pământ argilos și stratul permeabil de deasupra să fie îndepărtat. Dacă stratul de argilă este situat la adâncime mai mare, este recomandabil să se execute un ecran
De regulă, digurile sunt construite prin așezarea de pământ de o suprața plană curățată în prealabil. Mai largi la bază ele se îngustează spre coronament pe care mai pot fi executate diguri temporare sau pot fi așezați saci de nisip. Deoarece debitele de viiturp cresc dacă există diguri pe ambele maluri și deoarece depozitele de aluviuni determină o ridicare a albiilor râului, o proiectare corectă și luarea unor măsuri auxiliare este esențială. Aliniamentul este adeseori retras față de mal pentru a permite o secțiune de scurgere mai largă iar incintele îndiguite sunt separate prin diguri de compartimentare astfel încât o eventuală rupere să nu afecteze suprafețe prea mari.

#### Etanșeitatea fundației
Pentru a evita asemenea situații, există în principiu două soluții:
- realizarea unor ecrane de etanșare verticale, care să întrerupă straturile permeabile și să le

#### Efectele de antrenare a particulelor de pământ din fundație
Dacă unele staturi ale terenului de fundație conține particule foarte fine care pot fi antrenate de curenții de infiltrație pe sub dig, este posibil ca, în timp, să se creeze goluri pe sub dig. În cazuri extreme este posibil ca întreg materialul de sub dig să fie antrenat și apa scursă prin acest gol să răbufnească în spatele digului. Acest fenomen se numește sufozie. În cazuri extreme este posibil să se producă tasări importante ale fundației, terenul de deasupra, și implicit, digul având tendința de a umple golurile respective. În cele din urmă, aceasta poate duce la ruperea digului, care nu mai are înălțimea necesară. Totuși, chiar dacă nu se produc imediat asemenea tasări, materialul cu granulație mai mare suportând, cel puțin temporar, greutatea digului, debitele care intră în incintă sunt de obicei mult mai însemnate decât capacitatea sistemelor de evacuare a apei din incintă, și astfel duc la inundarea incintei. Asemenea accidente sunt frecvente la îndiguirile din văile Crișurilor, atât în România, cât și în Ungaria. 
În cazul în care există pericole de sufozie, în timpul viiturilor este necesară urmărirea atentă a situației din incintele îndiguite. În cazul în care se constată existența unor izvoare puternice pe sub dig, care preced ruperea propriu zisă, soluția este de a se executa mici diguri care se înconjure punctele de izvorîre. Se creează astfel o contrapresiune, care are ca efect micșorarea debitului de infiltrație și deci a vitezei de scurgere a apei subterane. Aceste soluții au numai un caracter de intervenții temporare în timpul inundațiilor, ulterior fiind necesare lucrări corective cu caracter permanent.

### Infiltrațiile prin diguri

#### Curba de infiltrație prin dig
Fiind executate din materiale care sunt permeabile, digurile nu asigură o etanșeitate perfectă. În situațiile în care suprafața amonte a digului se află sub sarcină, nivelul apa infiltrate prin dig va avea o suprafață liberă care scade din spre fața amonte spre fața aval, cu atât mai mult cu cât materialul din corpul digului este mai puțin permeabil. Digurile trebuie astfel dimensionate, încât curba de infiltrație să rămână în corpul digului și să nu iasă la suprafață pe taluzul aval. Cu alte cuvinte, chiar la nivelurile cele mai înalte ale apei în partea amonte pe o perioadă mai îndelungată, nu trebuie să apară zone în care apa din infiltrații izvorăște pe taluzul aval.
Dacă materialul constitutiv al digului nu este suficient de impermeabil pentru a asigura această condiții, se pot adopta următoarele soluții:
- reducerea pantei taluzului aval, mărindu-se corpul digului; prin aceasta se lungește drumul de infiltrație suficient pentru a asigura coborîrea necesară a nivelului curbei apei de infiltrație:
- executarea unui dren la piciorul aval al digului; acest dren are ca efect coborîrea forțată a nivelului apei de infiltrație, evitând ieșirea ei la suprafață pe panta taluzului aval.
- executarea unor ecrane de etanșare în partea amonte a digului.

## Întreținerea digurilor
Digurile fiind în general considerate a fi lucrări de tehnicitate redusă, întreținerea lor este adeseori neglijată. Totuși trebuie ținut seama că cele mai multe ruperi de diguri nu se produc din cauza proiectării lor defectuase sau a subdimensionării lor, ci din cauza unor defecțiuni de întreținere. 
Întreținerea digurilor este legată de o atentă monitorizare

## Ruperea digurilor

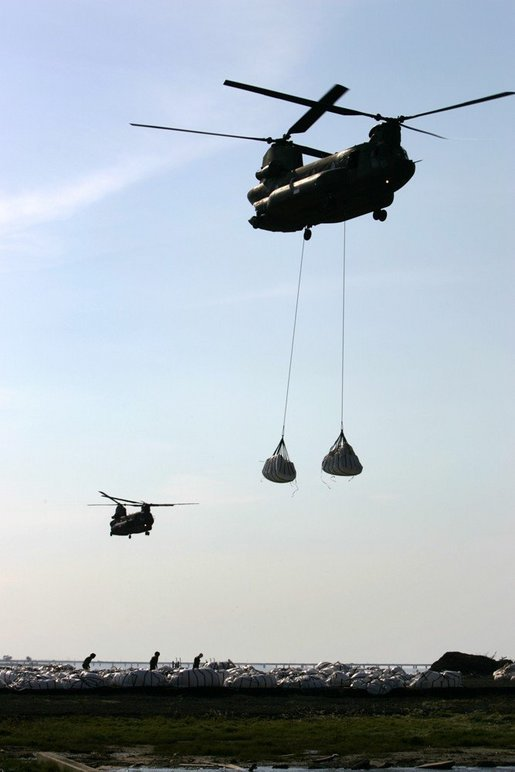
Închiderea unei rupturi de dig cu saci de nisip transportați cu helicoptere - New Orleans, 8 septembrie 2005

Marea viitură a râului Mississippi s-a produs în 1927 când râul Mississippi a rupt malurile și a inundat 27,000 mile patrate, omorînd 246 people în șapte state și strămutând 700,000 persoane.
În timpul inundațiilor din Marea Nordului din 1953, digurile și lucrările de apărare au cedat în Regatul unit și înOlanda, provocând moartea a 2.100 persoane.
Trecerea uraganuluiKatrina în august 2005, apele au rupt digurile de protecție ale orașului New Orleans, provocând inundații catastrofale, care au necesitat evacuarea totală a orașului. (Efectele digurilor sunt discutate în continuare în articolul Effect of Hurricane Katrina on New Orleans).

## Istoric
(de mutat la îndiguiri)
Primele diguri au fost construite cu peste 3,000 în urmă in Egiptul antic, unde un sistem de îndiguire a fost construit în lungul fluviului Nil pe o lungime de aproape 1.000km, din zona orașului actual Assuan până în Delta Nilului pe malul Mării Mediterane. Civilizațiile din Mesopotamia și din China au construit de asemenea mari sisteme de îndiguire. Deoarece siguranța unui dig este determinată de punctul cel mai slab al digului, înălțimea și standarderele de construcții trebuie să fie aceleași pe toată lungimea digului. Unii specialiști au susținut argumentul că această cerință necesită o autoritate guvernamentală care să coordoneze lucrările și este posibil ca această cerință să fi acționat ca un catalizator pentru crearea sistemelor guvernamentale în civilizațiile timpurii.  Totuși, alți specialiști arată că au fost executate mari lucrări hidrotehnice din pământ cum sunt canalele și digurile care au fost realizate înainte de Regele Scorpion în Egiptul predinastic Egypt când guvernanța era mult mai puțin centralizată.
În vremurile moderne sisteme importante de înciduire există în lungul râurilor Mississippi and Sacramento din Statele Unite și pe râurile Po, Rin, Meuse, Loire, Vistula, și Dunărea în Europa. 
Sistemul de îndiguire al râului Mississippi constituie unul din cele mai mari sisteme de pe glob. El cuprinde peste 5,600 km de diguri care se întind pe o lungime de 1,600 km în lungul râului Mississippi, de la Cape Girardeau, Missouri până la Delta râului Mississippi Delta. Construcția digurilor a fost începută de coloniștii francezi din Louisiana în secoluzl al XVIII-lea pentru a proteja orașul New Orleans. Primele diguri din Louisiania aveau o înălțime de circa 1.0 m și se întindeau pe o lungime de 80 km. La sfârșitul anilor 1980, ele ajunseseră în stadiul lor actual și aveau o înălțime medie de 7.0 m. Unele diguri ale râului Mississippi au o înălțime de 15.0 m, Sistemul de îndiguiri al râului Mississippi include și unele din cele mai lungi tronsoane de diguri continue de pe lume. Astfel, digul care pornește spre sud de la Pine Bluff, Arkansas are o lungime de 610 km).

## Diguri naturale
Capacitatea râurilor de a transporta aluviuni variază în mare măsură cu viteza de scurgere. Când un râu se revarsă peste malurile sale, apa se răspândește, se încetinește și își depune sarcina de aluviuni. În timp, malurile râului se ridică deasupra nivelului restului albiei majore. Banchetele care se formează astfel sunt numite uneori, în unele țări, diguri naturale. Această denumire nu este uzuală în România, și de altfel este greșită. 
Dacă un râu nu se află în stare de viitură, el poate depozita materiale solide în albie, ridicând încetul cu încetul nivelul albiei minore. Aceastp combinație poate determina nu numai creșterea nivelului apei ci chiar a fundului albiei deasupra terenurilor înconjurătoare. Digurile naturale sunt de observat în special pe râul Râul Galbein din China în zona de vărsare în mare, unde navele care se îndreaptă spre ocean par să navige deasupra albiei majore. Digurile naturale sunt un fenomen curent în toate râurile care meandrează de pe suprafața globului.